# Stimmhafter velarer Implosiv
Der stimmhafte velare Implosiv ist ein stimmhafter, am Gaumensegel artikulierter (velarer) Verschlusslaut, der mit nach innen gerichtetem Luftstrom (implosiv) gesprochen wird. Er ist also die implosive Entsprechung zum [g]. Sein Zeichen in der IPA-Lautschrift ist [ɠ].

## Verbreitung
Es kommt in mehreren afrikanischen Sprachen, zum Beispiel im Hausa und in Bantusprachen wie dem Swahili und Chishona, sowie dem indoarischen Sindhi vor. Das nicht-implosive [g], das hier ebenfalls einen Phonemstatus besitzt, wird zur Unterscheidung im Hausa als g' geschrieben.

## Aussprache
Der für die implosion erforderliche Unterdruck wird erzeugt, indem
die Artikulation mit geschlossenem Kehlkopf beginnt.
Artikulationshilfe:
Erst den entsprechenden Nasallaut summen: [ŋŋŋ]
Dann den beim deutschen Vokalanlaut üblichen Kehlkopfschluss (wie in [bəˈʔaːɐ̯baɪ̯tən]) einschieben: [ŋˀŋˀŋ]
Dann einen Vokal anhängen: [ʔŋaː]
Dann den Nasallaut durch den Verschlusslaut ersetzen: [ʔɡaː]
Nun kann man die Ausatmung vermeiden und kommt zum [ɠaː]
| Nichtpulmonale Konsonanten | Nichtpulmonale Konsonanten | bilabial | labio- dental | dental | alveolar | alveolar-lateral | alveolo- palatal | post- alveolar | retroflex | palatal | velar | uvular |
| -------------------------- | -------------------------- | -------- | ------------- | ------ | -------- | ---------------- | ---------------- | -------------- | --------- | ------- | ----- | ------ |
| Klicks                     | Klicks                     | ʘ        |               | ǀ      | ǃ        | ǁ                | ǂ                |                | 𝼊         |         |       |        |
| Implosive                  | Implosive                  | ɓ        |               |        | ɗ        |                  |                  |                | ᶑ         | ʄ       | ɠ     | ʛ      |
| Ejektive                   | Ejektive Plosive           | pʼ       |               | t̪ʼ     | tʼ       |                  |                  |                | ʈʼ        | cʼ      | kʼ    | qʼ     |
| Ejektive                   | Ejektive Frikative         | ɸʼ       | fʼ            | θʼ     | sʼ       | ɬʼ               | ɕʼ               | ʃʼ             | ʂʼ        | çʼ      | xʼ    | χʼ     |
| Ejektive                   | Ejektive Affrikaten        |          |               | t͡θʼ    | t͡sʼ      | t͡ɬʼ              | t͡ɕʼ              | t͡ʃʼ            | ʈ͡ʂʼ       | c͡çʼ     | k͡xʼ   | q͡χʼ    |